# Heckels Buntbarsch
Heckels Buntbarsch (Acarichthys heckelii) hat ein weites Verbreitungsgebiet im tropischen Südamerika. Er ist im Amazonasgebiet weit verbreitet und kommt auch im Rio Xingu, im unteren Rio Tocantins und im Essequibo in Guyana vor. Acarichthys heckeli ist die einzige Art der Gattung Acarichthys. Der Gattungsname setzt sich aus „Acará“, der Bezeichnung für Buntbarsche in einer Tupí-Guaraní-Sprache, und „ichthys“ (Griechisch für Fisch) zusammen, das Art-Epitheton heckelii wurde zu Ehren des österreichischen Ichthyologen Johann Jakob Heckel vergeben.

## Merkmale
Heckels Buntbarsch wird 13 bis 25 Zentimeter lang und hat einen mäßig hochrückigen, seitlich stark abgeflachten Körper und ähnelt im Allgemeinen den Buntbarschen der Gattung Geophagus. Das Maul ist klein und kann nur wenig vorgestreckt werden. Das Auge steht relativ weit hinten. Die Grundfarbe von Heckels Buntbarsch ist ocker, die Seiten und die körpernahen Bereiche der Flossen sind mit glänzenden Punkten bedeckt. Die hinteren Flossenstrahlen der Rückenflosse und die äußeren Flossenstrahlen der nicht eingebuchteten Schwanzflosse sind filamentartig ausgezogen und rötlich gefärbt. Die ersten drei oder vier Flossenstrahlen der Rückenflosse sind schwarz. Unterhalb der ersten Seitenlinie befindet sich ein schwarzer oder brauner Fleck. Die paarigen Flossen sind orangefarben mit blauen Flossenrändern. Weibchen sind kleiner als die Männchen, ihre Farben sind blasser und die Flossenfilamente sind nicht so lang ausgezogen.
- Flossenformel: Dorsale XII-XIV/11–12, Anale III/7–8.
- Schuppenformel: mLR 29–30; SL 18–19/13–16.

## Fortpflanzung
Heckels Buntbarsch laicht in einer Höhle. Das mehrere Hundert Eier große Gelege wird an der Höhlendecke befestigt und vom Weibchen gepflegt, während das Männchen das Revier bewacht. Die Jungfische schlüpfen nach drei Tagen und schwimmen nach weiteren drei Tagen frei.